# Mighty Servant 3
Mighty Servant 3 jest półzanurzalnym statkiem transportowym.
Został zbudowany w 1983 roku w japońskiej stoczni Oshima Shipbuilding Co., Ltd. dla holenderskiej firmy Wijsmuller Transport, która w 1993 r. połączyła się z Dock Ecpress Shipping - razem utworzyły przedsiębiorstwo transportowe Dockwise Shipping z bazą w Bredzie w Holandii. Jest przeznaczony do transportu obiektów takich jak platformy wiertnicze i pływające suche doki.
Według tekstu na stronie internetowej firmy "dźwiga najcięższe półzanurzalne jednostki wiertnicze, głębokomorskie platformy samonośne przeznaczone do pracy w ciężkich warunkach oraz duże platformy produkcyjne jak TLP, FPU i statki o zanurzeniu do 14 metrów".
Minimalne zanurzenie to 4 m, a maksymalne zanurzenia ładunku: 14 m. Na ładunek przeznaczona jest powierzchnia 40 na 150 m wytrzymująca obciążenie od 19 do 25 ton na m². Wielkość ładowni i luku załadunkowego to odpowiednio 50 na 16 na 7,5 m i 31 na 14,6 m. Prędkość maksymalna jednostki wynosi 15 węzłów (rejsowa: 14 węzłów). Może płynąć bez przerwy przez 44 dni.
6 grudnia 2006 r. zatonął na głębokości 62 metrów niedaleko portu Luanda w Angoli podczas rozładunku platformy wiertniczej Aleutian Key. 26 maja 2007 r. został odzyskany i przekazany właścicielom przez przedsiębiorstwo Smit International. W sierpniu 2009 – po gruntownym remoncie i przebudowie  – powrócił do służby.